# Яо (Япония)
Я́о (яп. 八尾市 Яо-си) — Центральный город в Японии, находящийся в префектуре Осака. Площадь города составляет 41,71 км², население — 269 137 человек (1 августа 2014), плотность населения — 6452,58 чел./км².

## Географическое положение
Город расположен на острове Хонсю в префектуре Осака региона Кинки. С ним граничат города Осака, Хигасиосака, Касивара, Фудзиидера, Мацубара и посёлки Хегури, Санго.

## Население
Население города составляет 269 137 человек (1 августа 2014), а плотность — 6452,58 чел./км². Изменение численности населения с 1980 по 2005 годы:
| 1980 | 272 706 чел. |  |
| 1985 | 276 394 чел. |  |
| 1990 | 277 568 чел. |  |
| 1995 | 276 664 чел. |  |
| 2000 | 274 777 чел. |  |
| 2005 | 273 487 чел. |  |

## Символика
Деревом города считается гинкго, цветком — хризантема.